# Locris nigroscutellata
Locris nigroscutellata är en insektsart som beskrevs av Jacobi 1936. Locris nigroscutellata ingår i släktet Locris och familjen spottstritar. Inga underarter finns listade i Catalogue of Life.